# Erika Jirkovsky
Erika Jirkovsky (* 14. Mai 1930 in Baden) ist eine ehemalige österreichische Politikerin (SPÖ) und Kindergärtnerin. Sie war von 1974 bis 1983 Abgeordnete zum Landtag von Niederösterreich.
Jirkovsky besuchte nach der Volks- und Hauptschule eine Handelsschule und absolvierte danach eine Kindergärtnerinnenausbildung. Sie arbeitete in der Folge als Kindergärtnerin und engagierte sich ab 1960 als Gemeinderätin in Traiskirchen. Zwischen 1975 und 1985 übte sie das Amt der Vizebürgermeisterin aus, zudem vertrat sie zwischen dem 11. Juli 1974 und dem 4. November 1986 die SPÖ Niederösterreich im Niederösterreichischen Landtag. 